# 失去的勝利
《失去的勝利》（德語：Verlorene Siege）是德意志第三帝國陸軍元帥埃里希·馮·曼施坦因關於第二次世界大戰的個人回憶錄。該書首先於1955年在德國出版，隨後在1956年在西班牙，1958年在英國和美國出版。

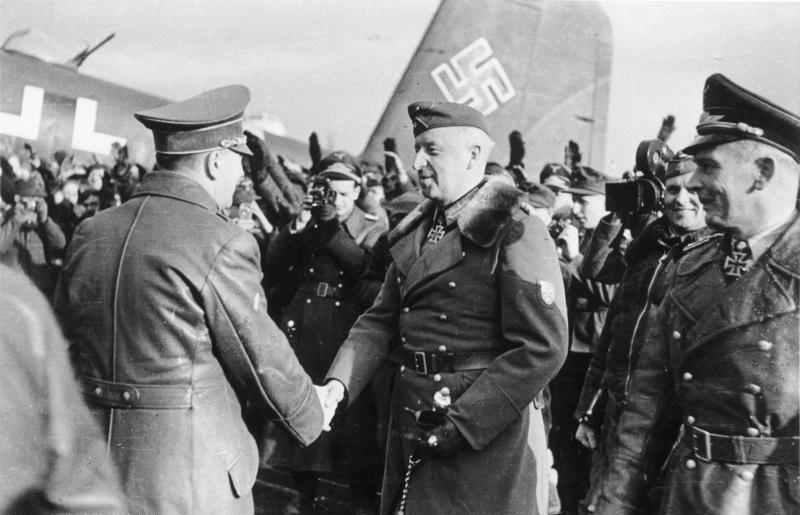
本書作者埃里希·馮·曼施坦因元帥與希特勒會面，1943年

歷史學家認為此書可信度低且較具主觀色彩。德國歷史學家沃爾克·伯格曼（Volker Berghahn）評論此書：“它的標題就說明了內容：是希特勒對軍事計畫的獨斷和持續的干預（而非其他原因）導致了德軍對蘇作戰的失敗。”

## 內容分析

### 關於紅軍
曼施坦因把普通的苏联士兵描绘成勇敢但缺乏有效領導的人，（p. 95）他将苏联將領們描述为不可救藥的無能。在他的描寫中，东线的德国军队是一支战斗力极其优越、人員素質優良的部隊，但被仅僅人数众多的对手稳定地压制。罗纳德·斯梅尔塞（Ronald Smelser）和爱德华·J·戴维斯（Edward J. Davies）在《東線戰場的迷思》（The Myth of the Eastern Front）中指出，《失去的勝利》這樣說是不負責任的，它使讀者忽略了曼斯施坦因的幾次失誤，例如1943年11月被蘇聯最高統帥部欺骗并击败，致使基辅陷落。（p. 95）

### 关于其他德国将领
曼施坦因对其他德国将军评论不一。一方面，曼施坦因对其南方集团军群的老战友评价极高，如倫德施泰特元帅，称他们具有军人氣气概。另一方面，他称最高統帥部的將領能力不足。曼施坦因为德国的胜利而赞誉，并将每次失败都归咎于希特勒和他的将军们。（p. 96）根据曼施坦因的说法，尽管弗朗兹·哈尔德将军知道希特勒的领导能力是有缺陷的，但他没有勇气对此做任何事情。（p. 96）

### 政治和战争罪行的缺失
曼斯坦因避免了政治问题，将战争视为職業问题。（p. 96）他为种族灭绝政权表示遗憾，曼施坦因在《失去的勝利》的任何地方都没有以道德理由谴责国家社会主义。希特勒仅因错误的战略决策而受到批评。曼施坦因在对第二次世界大战中德国“失去的胜利”哀叹時暗示，纳粹的胜利将使世界受益。（p. 97）曼施坦因错误地声称自己没有执行《政委命令》，没有提及他在大屠杀中的角色，例如在1941年11月在辛菲罗波尔派遣2,000名士兵帮助SS屠杀了11,000名犹太人。

## 篇章结构
第一篇 波蘭戰役（Der Feldzug in Polen）
- 第一章 暴风雨的前夕（Vor dem Sturm）
- 第二章 战略形势（Die operative Lage）
- 第三章 南面集团军群的作战（Die Operationen der Heeresgruppe Süd）

第二篇 西线战役（Der Westfeldzug 1940）
- 第四章 陆军总部的失势（Die Entmachtung des OKH）
- 第五章 作战计划的争论（Der Kampf um den Operationsplan）
- 第六章 第38军军长（Kommandierender General des 38. Armee-Korps）
- 第七章 两个战役之间（Zwischen zwei Feldzügen）

第三篇 东线战役（Im Kampf gegen die Sowjetunion）
- 第八章 “装甲军长驱直入”（«Ein Panzer-Raid»）
- 第九章 克里米亚战役（Der Krim-Feldzug）
- 第十章 列宁格勒-费特布斯克（Leningrad–Witebsk）
- 第十一章 作为最高统帅的希特勒（Hitler in der Ausübung des militärischen Oberbefehls）
- 第十二章 斯大林格勒的悲剧（Die Tragödie von Stalingrad）
- 第十三章 1942年南俄冬季战役（Der Winterfeldzug 1942/43 in Südrussland）
- 第十四章 “卫城”行動（«Zitadelle»）
- 第十五章 1943-1944年的防御战（Der Abwehrkampf 1943/44）

### 書籍
- Smelser, Ronald; Davies, Edward J. . New York: Cambridge University Press. 2008. ISBN 9780521833653.